# May Heatherly
May Heatherly (* 13. Mai 1942 in Los Angeles, Kalifornien als Mary Gay Prindle; † 6. Oktober 2015 in Madrid) war eine US-amerikanische Schauspielerin.

## Leben und Wirken
Geboren wurde Heatherly 1942 im kalifornischen Los Angeles. Bereits im Alter von elf Jahren wanderte ihre Familie nach Spanien aus. Ihre ersten Filmerfahrungen sammelte sie ab 1961 in Fernsehserien wie Hawaiian Eye, Meine drei Söhne, The Real McCoys und Rauchende Colts. Im Jahr 1962 folgte ihre erste größere Filmrolle in dem spanischen Western Torrejón City in der sie neben Tony Leblanc die Rolle der Ruth spielte. Zwei Jahre später konnte man sie neben Robert Vaughn und David McCallum in der Rolle der Heather McNabb in vier Episoden Solo für O.N.C.E.L. sehen. In der spanisch-amerikanischen Literaturverfilmung Open Season – Jagdzeit (1974) spielte sie neben Peter Fonda und in dem italienisch-spanischen Kannibalenfilm Asphaltkannibalen von Regisseur Antonio Margheriti aus dem Jahr 1980 hat sie die Rolle der Krankenschwester Helen inne. Weitere Fernsehserien und Filme folgten, bis sie schließlich neben Javier Bardem und Natalie Portman in Miloš Formans Goyas Geister (2006) mitspielte. Ihre letzte Rolle hatte sie im Jahr 2015 in der spanischen Produktion Vampyres – Lust auf Blut.

## Filmografie (Auswahl)
- 1961: Hawaiian Eye (Fernsehserie, 1 Episode)
- 1961: Meine drei Söhne (My Three Sons) (Fernsehserie, 1 Episode)
- 1961–1962: The Real McCoys (Fernsehserie, 2 Episoden)
- 1962: Rauchende Colts (Gunsmoke) (Fernsehserie, 1 Episode)
- 1962: Torrejón City
- 1964: Solo für O.N.C.E.L. (The Man from U.N.C.L.E.) (Fernsehserie, 4 Episoden)
- 1974: Nacktes Entsetzen (Un par de zapatos del '32)
- 1974: Open Season – Jagdzeit (Los cazadores)
- 1979: Nur drei kamen durch (Contro 4 bandiere)
- 1980: Asphaltkannibalen (Apocalypse domani)
- 2006: Goyas Geister (Los fantasmas de Goya)
- 2015: Vampyres – Lust auf Blut (Vampyres)